# Rasmus Tiller
Rasmus Tiller ao Ringerike Grande Prêmio 2016
Rasmus Tiller (nascido em 28 de julho de 1996 em Trondheim) é um ciclista norueguês. Membro da equipa NTT Pro Cycling, e é Campeão da Noruega em estrada em 2017.

## Palmarés

### Por ano
- 2014
  -  Campeão da Noruega da contrarrelógio por equipas juniores
- 2016
  -  Campeão da Noruega da contrarrelógio por equipas
- 2017
  -  Campeão da Noruega em estrada
  - 3.º de Gante-Wevelgem esperanças
  - 3.º do Campeonato da Noruega em estrada esperanças
- 2018
  - Prólogo do Grande Prêmio Priessnitz spa
  - 2.º do Campeonato da Noruega em estrada

### Resultados na as grandes voltas

#### Volta a Espanha
1 participação
- 2019 : 130.º

### Classificações mundiais
}
| Ano             | 2017  | 2018  |
| UCI Europe Tour | 338.º | 332.º |